# Bäckmans park
Bäckmans park är en park i Borgholm på Öland, i folkmun benämnd "Tvättfatet".
Vattensamlingen i parken var tidigare ett smalt sund, där det i hamnvikens norra del fanns ett fiskeläge på medeltiden. I början av 1900-talet påträffades rester av en stensättning, som förmodligen var fiskebåtarnas tilläggsplats.
Parken har fått sitt namn efter apotekaren Arvid Bäckman (född 1870), ursprungligen från Störlinge. Han donerade marken och ett penningbelopp till Borgholms stad för att omvandla det som tidigare var ett sumphål till en stadspark. Parken anlades på 1940-talet efter ritningar av Sven Hermelin. I anslutning till parken vid Strandgatan byggdes på 1950-talet fyra likadana villor, kallade "Starholkarna", som ritades av Arne Delborn (1923–2011).
I parkdammen står bronsfontänen Fiskare. Den fanns tidigare i näckrosdammen i trädgården till den numera rivna Villa Strandbo vid Borgholms hamn, som tillhörde Anna Ehlin-Rosenborgl. I parken finns också Anker Hoffmans (död 1985) skulptur Carina.